# پلنگ صورتی ۲
پلنگ صورتی ۲ فیلمی کمدی، محصول سال ۲۰۰۹ است. این فیلم قسمت دوم یک بازسازی (از سری پلنگ صورتی به کارگردانی بلیک ادواردز) است، اما اینبار به کارگردانی هارالد زوارت و یازدهمین فیلم از سری پلنگ صورتی محسوب می‌شود. همچنین این فیلم، دومین فیلم از این سری با بازی استیو مارتین در نقش بازرس کلوزو می‌باشد.

## داستان فیلم
گروهی از سارقان فوق‌العاده حرفه‌ای دست به سرقت الماس‌های مشهور از موزه‌های سراسر دنیا و از جمله از موزه‌ای در فرانسه زده‌اند. بازرس فرانسوی، کارگاه کلوزو، به همراه یک تیم زبدهٔ بین‌المللی مأموریت می‌یابند سارقین بین‌المللی جواهرات تاریخی را دستگیر کند.
در هر تلاشی با موقعیت‌های خنده داری روبرو می‌شوند برخی از این موقعیت‌های خنده دار برای کاراگاه کلوزه فاجعه بار می‌شود و سربازرس او را تا حد یک افسر پلیس راهنمایی و رانندگی عادی تنزل درجه می‌دهد.
در همین حین گروه بین‌المللی اعلام می‌کند که سارق را یافته و مراسم و جشن مفصلی نیز بابت همین امر برگزار می‌کنند. اما هوشمندی همین کارگاه فرانسوی حتی در نقش افسر پلیس عادی او را به سر نخ‌هایی از سارق اصلی می‌رساند و سرانجام سارق اصلی توسط بازرس فرانسوی دستگیر می‌شود.